# Alburnus sellal
Alburnus sellal és una espècie de peix cipriniforme de la família dels ciprínids que es troba als rius Eufrates i Tigris.